# Mésorégion de Bauru
La région de Bauru est l'une des 15 mésorégions de l'État de São Paulo. Elle regroupe 56 municipalités groupées en 5 microrégions.

## Données
La région compte 1 450 579 habitants pour 26 723 km2.

## Microrégions[1]
La mésorégion de Bauru est subdivisée en 5 microrégions :
- Avaré ;
- Bauru ;
- Botucatu ;
- Jaú ;
- Lins.